# Thomas Wyatt (Dichter)

Sir Thomas Wyatt

Sir Thomas Wyatt (* 1503 auf Allington Castle, Maidstone, Kent; † 11. Oktober 1542 in London) war ein englischer Dichter und Diplomat.

## Leben
Wyatt entstammte der Gentry und diente am Hof Heinrichs VIII., der ihn 1527 auf diplomatische Mission nach Italien sandte. Dort geriet Wyatt zwar vorübergehend in kaiserliche Gefangenschaft, doch konnte er sich mit italienischer Renaissancedichtung vertraut machen. 1528–32 war Wyatt Marshal von Calais und 1537–39 Gesandter in Spanien. Wyatt war von heftigem Temperament. Gerüchten zufolge sei er der Geliebte Anne Boleyns vor und auch nach ihrer Hochzeit mit Heinrich gewesen. Für viele Interpreten findet dies einen literarischen Niederschlag in dem Sonett Whose list to hunt.
Zu Ostern 1537 wurde Wyatt zum Knight Bachelor („Sir“) geschlagen und wurde im Dezember 1541 als Knight of the Shire für Kent ins Parlament gewählt.
Wyatt übersetzte Plutarch (veröffentlicht 1528) und schrieb Certayne Psalms, eine Gedichtsammlung, die 1549 postum erschien. Weitere Gedichte, die Wyatt zugeschrieben werden, erschienen 1557 in einer Sammlung mehrerer Schriftsteller unter dem Titel Tottel's Miscellany oder Songs and Sonnets. Wyatt gilt gemeinsam mit Henry Howard, Earl of Surrey als Schöpfer des englischen Sonetts im Stile Francesco Petrarcas. Einige seiner Gedichte sind völlig frei von jedem fremden Einfluss, in anderen verwendet er den Canzoniere als Vorlage, gibt den Gedichten jedoch seine eigene Prägung, indem er die Vorlagen auf das Leben am Hofe Heinrichs VIII. überträgt.
Sir Thomas Wyatt war mit Hon. Elizabeth Brooke verheiratet, der Tochter des Thomas Brooke, 8. Baron Cobham. Sein Sohn Thomas Wyatt (1521–1554) war Rebellenführer während der Regierungszeit Marias I. (Wyatt-Verschwörung).

## Werke
- Gedichte von Sir Thomas Wyatt - Im Internet Archive - online